# Station Neuilly-Plaisance
Neuilly Plaisance is een station in de Franse gemeente Neuilly-Plaisance en het département van Seine-Saint-Denis. Het station is bovengronds en is onderdeel van het RER-netwerk.
Het station is op 9 december 1977 geopend

## Het station
Neuilly-Plaisance is een station aan RER-lijn A en ligt aan tak A4.
De treinen rijden in verschillende richtingen
- West
  - Poissy
  - Cergy-le-Haut

- Oost
  - Torcy
  - Marne-la-Vallee - Chessy

## Overstapmogelijkheid
Er is een overstap mogelijk tussen vier buslijnen van het Parijse vervoersbedrijf RATP en twee lijnen van het Parijse nachtnet Noctilien.

## Vorig en volgend station
| Richting                   | Vorig station   | Lijn  | Volgend station | Richting                 |
| -------------------------- | --------------- | ----- | --------------- | ------------------------ |
| Cergy-le-Haut A3 Poissy A5 | Val de Fontenay | RER A | Bry-sur-Marne   | Marne-la-Vallée - Chessy |